# Bogskär
För andra betydelser, se Bogskär (olika betydelser).
Bogskär kallas de tre kala klippor och en fyr i Östersjön, på finskt territorium, ungefär 70 kilometer söder om Mariehamn. Bogskär tillhör Kökar kommun, Åland, och är Finlands sydligaste punkt.
På Stora Bogskär, fem kilometer mot nordnordost, finns en båk.
Den första fyren på Bogskär byggdes 1882 och var av gjutjärn, men visade sig vara för vek och skadades av vinterstormarna 1889. Fyren förstördes av tyska flottan 1915. Efter första världskrigets slut byggdes en ny fyr som stod klar 1922.

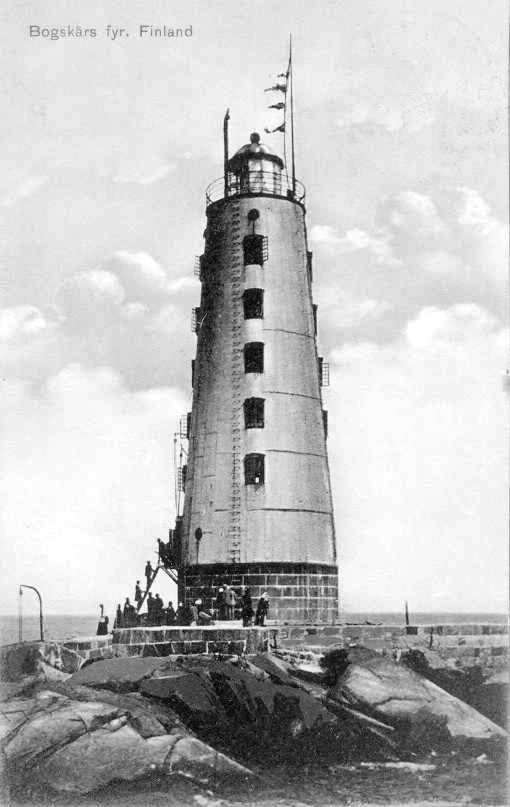
Fotografi av den första fyren, innan den förstördes.